# X-51 (航空機)
X-51 ウェーブライダー
飛行中のX-51Aのアーティストのコンセプト
- 用途：ロボット技術デモンストレーション極超音速機
- 製造者：ボーイング
- 運用者：アメリカ空軍
- 初飛行：2010年5月26日
- 生産数：4機
- 運用状況：退役（最終飛行2013年）

X-51はスクラムジェットエンジンに関する無人試験機である。Xプレーンの1つで、通常のターボジェットエンジンでは機能しなくなる極超音速領域において、スクラムジェットエンジンの試験を行う。研究・実験・開発はアメリカ空軍、米ボーイング社、米プラット・アンド・ホイットニー・ロケットダイン社、DARPA、NASAによって行われた。その飛行形態からウェーブライダーという愛称もある。

## 概要

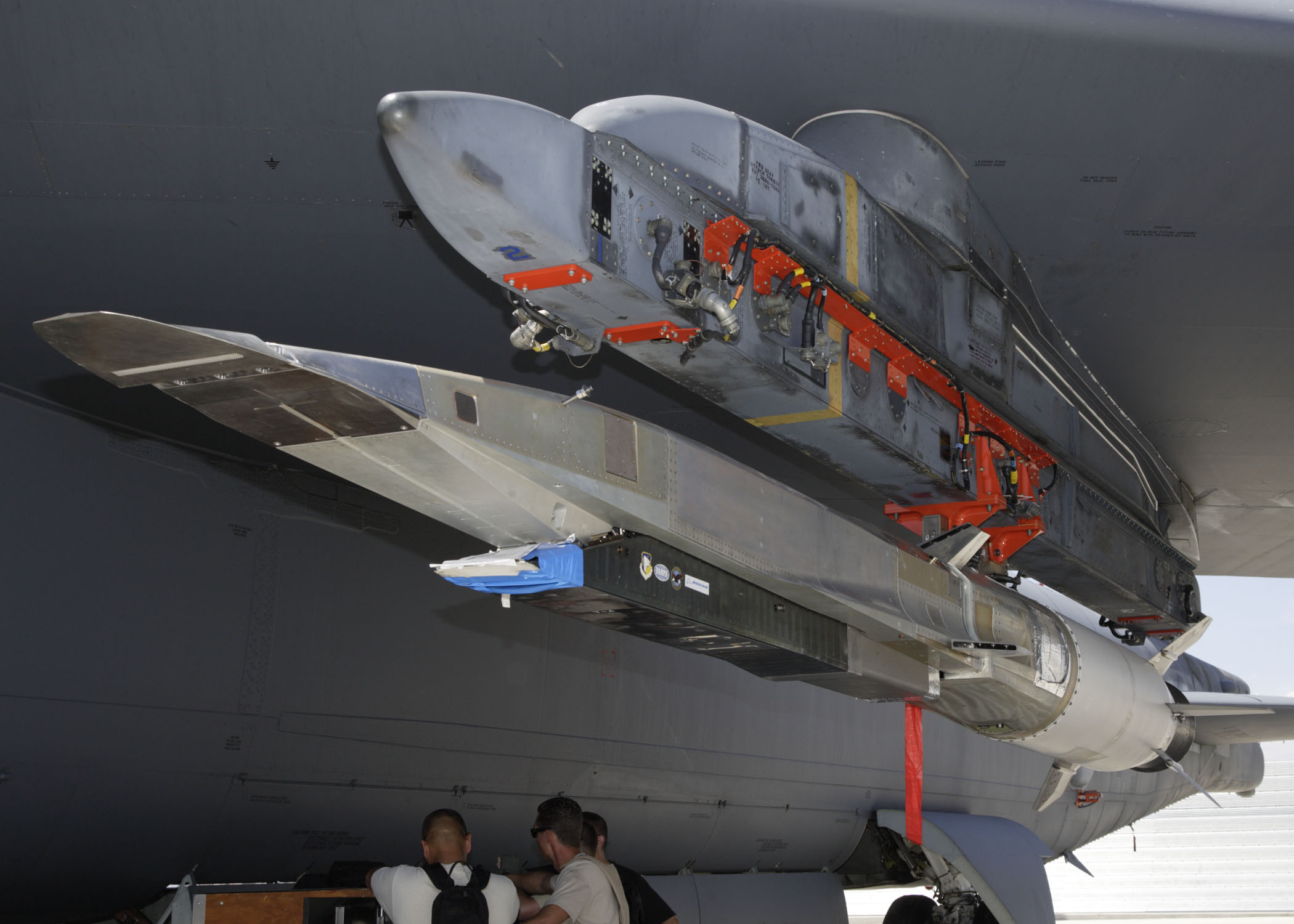
B-52の翼下に搭載されたX-51Aの試験機

2003年に研究を開始し、2005年にX-51と名づけられる。2006年にはアメリカ航空宇宙局のラングレー研究所でエンジンの地上燃焼試験を行う。順序としてはX-43の次となるが、X-43との相違点としては、スクラムジェットの燃料（液体水素→ジェット燃料）、ロケットブースター部の流用元（ペガサスロケット→MGM-140 ATACMS）などが異なる。機体は、NB-52Hによって高度35,000フィート（10,700メートル）まで運ばれ、そこから投下される。投下直後はATACMSから流用したロケットブースターでマッハ4.5まで加速し、その後スクラムジェットエンジンでマッハ6から7となる。このエンジンの燃料は、炭化水素系のジェット燃料ではあるが、引火点が高くなるように合成されたJP-7である。機体は、無人機であるため小型であり、胴体後部がブースター部である。機体中央部（本体後部）に4枚、尾部（ブースター部端）に6枚の小型翼を持つ。インテイクは機体下面にある。機体にはXB-70で用いられたコンプレッション・リフトという設計思想を取り込んでいる。
スクラムジェットはConventional Strike Missile構想の背景技術のひとつとも考えられている。

## 試験飛行
テスト機として4機のX-51Aが製作され、これらを使う飛行試験が計画・実施された。
当初2009年に予定された初飛行は、延期されて2010年5月26日に実施された。エドワーズ空軍基地を離陸したNB-52Hより高度約15,000メートルで切り離され、ロケットブースターによる上昇加速後にスクラムジェットエンジンを140秒燃焼してマッハ4.88までの加速を行い（トラブルにより早期に燃焼が停止したため、部分的な成功に留まった）、高度約21,000メートルに達した。
2011年6月13日に2回目の飛行試験が実施されたが、ブースターの加速終了後にスクラムジェットが正常動作せず、テストは失敗した。
2012年8月14日にカリフォルニア州で行われた3回目の試験飛行において、制御翼の1つが正常動作せず、テストは失敗した。午前11時36分頃（現地時間）、米海軍ポイントマグー射場の訓練海域上空で母機のB-52から分離された後、正常にロケットブースターに点火された。分離の約15秒後にロケットブースターが切り離されたが、その約16秒後に制御翼の1つが不具合を起こして機体が制御不能となり、極超音速飛行用のスクラムジェットエンジンに点火されないまま、太平洋に墜落した。計画では5分間にわたってマッハ6の速度を出すはずだった。この時点では、X-51Aは1機が残っていた。
2013年5月1日に、X-51は4回目で最後の飛行試験が行われ、マッハ5に到達し、試験は完全に成功した。B-52Hから切り離されたX-51は、ブースターロケットによってマッハ4.8まで加速、その後ブースターからスムーズに分離され、独自のエンジンに点火した。試験機はマッハ5.1まで加速し、210秒間飛行した後に燃料切れになりマグー岬沖の太平洋に突入し、総飛行時間は6分を超えた。この試験は、最長のエアブリージング極超音速飛行で、研究者達は、飛行中の370秒間の遠隔測定データを収集した。米国空軍研究所は、成功した飛行は、ミサイル、偵察、輸送、宇宙システムのエアブリージングの第1段階など、極超音速飛行の実用化のための研究に役立つと考えている。

## 仕様

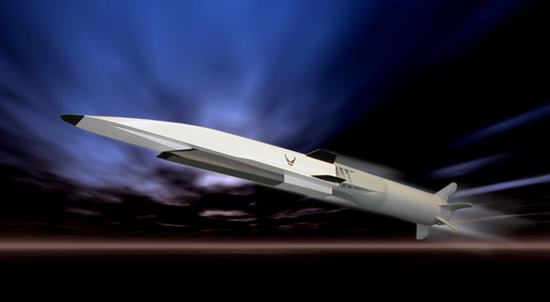
X-51Aの構想図 (US AFRL)

出典: X-51 Scramjet Engine Demonstrator - WaveRider (SED-WR)
諸元
- 乗員: なし
- 定員: なし
- 全長: 7.9 m （26 ft）
- 全高:
- 翼幅:
- 空虚重量: 1,814 kg （4,000 lb）
- 動力: Pratt & Whitney Rocketdyne SJX61 SJY61 ラムジェット/スクラムジェットエンジン、   × 1

性能
- 最大速度: 6,200 km/h （3,900 mph） マッハ 7+
- 航続距離: 740 km （460 miles）
- 実用上昇限度: 21,300 m （70,000 ft）